# 파파르
파파르(고대 노르드어: papar)는 아이슬란드 사가들에 나오는 게일인 수도승 내지 은자 집단이다. 노르드인들이 스칸디나비아반도에서 건너오기 전에 먼저 절해고도인 아이슬란드에서 도를 닦으며 살고 있었으나, 노르드인들이 도래하자 이교도들과 섞이기 싫어 떠나 버렸다고 한다.
아이슬란드를 처음 발견한 노르드인은 9세기 초의 나도드였고, 이후 874년 잉골프 아르나르손이 와서 레이캬비크를 세우고 최초의 영구정착민이 되었다. 그보다 조금 후대의 문헌인 아리 토르길손의 『아이슬란드인의 서』(12세기 초)에서는 노르드인들은 기독교인들을 "파파르"라고 불렀는데, 파파르들은 노르드인 이교도들을 싫어하여 떠나 버렸다고 적고 있다. 마치 파파르가 노르드인들보다 먼저 아이슬란드에 도착했다는 뉘앙스다.
9세기 초 아일랜드의 수도승, 지리학자 디쿠일루스는 "북쪽의 땅들을 방랑하는 성스러운 자들"을 언급한 바 있다. 다만 여기서 말하는 "북쪽의 땅"이 아이슬란드인지 아니면 오크니나 셰틀랜드인지는 불확실하다.
아이슬란드의 파페위, 베스트만나에이야르 같은 곳들은 그 지명들부터 "파파르", "베스트만(서쪽 사람, 즉 게일인)"라는 말들이 들어가 있어서 이곳이 과거 파파르들과 관련이 있었을 가능성을 시사하지만, 그것을 확증할 만한 고고학적 물증은 없는 상태다. 11세기에 쓰여진 『식민의 서』에서는 게일인 수도승들이 노르드인 정착민들보다 먼저 아이슬란드에 살고 있었다는 내용이 한 페이지를 할애하여 매우 명시적으로 이야기된다. 여기에 따르면 수도승들이 떠나면서 게일어로 쓰인 책, 종, 주교장 등 물건들을 남겨놓고 갔기에 이들의 정체를 알 수 있었다고 한다. 이 부분은 읽기에 따라 노르드인들이 찾아오자 게일인 수도승들이 떠났다는 이야기일 수도 있고, 노르드인들이 왔을 때 이미 게일인 수도승들의 물건만 남아 있었다고 생각할 수도 있다.

## 같이 보기
- 켈리데
- 이를란드 히드 미클라
- 스칸디나비아의 기독교화